# Brompton-on-Swale
Brompton-on-Swale – wieś w Anglii, w hrabstwie North Yorkshire, w dystrykcie (unitary authority) North Yorkshire. Leży 62 km na północny zachód od miasta York i 337 km na północ od Londynu. Miejscowość liczy 1760 mieszkańców.